# Liste der Kulturdenkmale in Bärenstein (Erzgebirge)

Wappen von Bärenstein

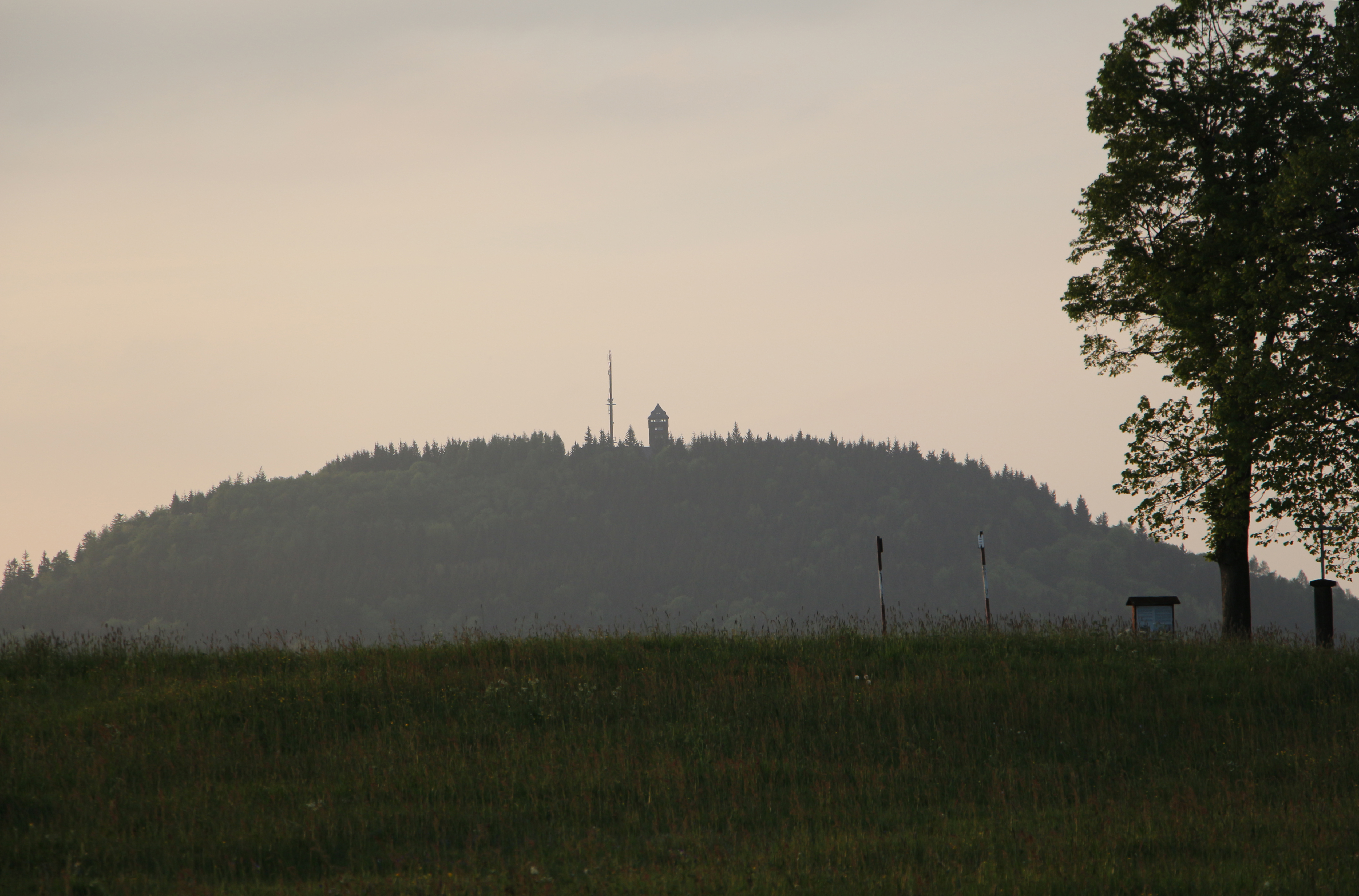
Bärenstein mit Turm

Die Liste der Kulturdenkmale in Bärenstein enthält die Kulturdenkmale in Bärenstein.
Diese Liste ist eine Teilliste der Liste der Kulturdenkmale in Sachsen.

## Legende
- Bild: Bild des Kulturdenkmals, ggf. zusätzlich mit einem Link zu weiteren Fotos des Kulturdenkmals im Medienarchiv Wikimedia Commons. Wenn man auf das Kamerasymbol klickt, können Fotos zu Kulturdenkmalen aus dieser Liste hochgeladen werden:
- Bezeichnung: Denkmalgeschützte Objekte und ggf. Bauwerksname des Kulturdenkmals
- Lage: Straßenname und Hausnummer oder Flurstücknummer des Kulturdenkmals. Die Grundsortierung der Liste erfolgt nach dieser Adresse. Der Link (Karte) führt zu verschiedenen Kartendiensten mit der Position des Kulturdenkmals. Fehlt dieser Link, wurden die Koordinaten noch nicht eingetragen. Sind diese bekannt, können sie über ein Tool mit einer Kartenansicht einfach nachgetragen werden. In dieser Kartenansicht sind Kulturdenkmale ohne Koordinaten mit einem roten bzw. orangen Marker dargestellt und können durch Verschieben auf die richtige Position in der Karte mit Koordinaten versehen werden. Kulturdenkmale ohne Bild sind an einem blauen bzw. roten Marker erkennbar.
- Datierung: Baubeginn, Fertigstellung, Datum der Erstnennung oder grobe zeitliche Einordnung entsprechend des Eintrags in der sächsischen Denkmaldatenbank
- Beschreibung: Kurzcharakteristik des Kulturdenkmals entsprechend des Eintrags in der sächsischen Denkmaldatenbank, ggf. ergänzt durch die dort nur selten veröffentlichten Erfassungstexte oder zusätzliche Informationen
- ID: Vom Landesamt für Denkmalpflege Sachsen vergebene, das Kulturdenkmal eindeutig identifizierende Objekt-Nummer. Der Link führt zum PDF-Denkmaldokument des Landesamtes für Denkmalpflege Sachsen. Bei ehemaligen Kulturdenkmalen können die Objektnummern unbekannt sein und deshalb fehlen bzw. die Links von aus der Datenbank entfernten Objektnummern ins Leere führen. Ein ggf. vorhandenes Icon  führt zu den Angaben des Kulturdenkmals bei Wikidata.

## Bärenstein
| Bild                                    | Bezeichnung | Lage                                      | Datierung                             | Beschreibung | ID       |
| --------------------------------------- | --- | ----------------------------------------- | ------------------------------------- | --- | -------- |
| Direkt Bild zu diesem Denkmal hochladen | Floßgraben | (Karte)                                   | ab 16. Jahrhundert                    | Technikgeschichtliches Denkmal, siehe Kartierung | 08992100 |
| Direkt Bild zu diesem Denkmal hochladen | Eisenbahnbrücke | (Karte)                                   | um 1876                               | Verkehrsgeschichtlich und technikgeschichtlich von Bedeutung. | 08992102 |
| Direkt Bild zu diesem Denkmal hochladen | Eisenbahntunnel | (Karte)                                   | 1872                                  | Verkehrsgeschichtlich und technikgeschichtlich von Bedeutung. | 08992101 |
| Direkt Bild zu diesem Denkmal hochladen | Mühlgraben und Wehr                                                                                                   | (Karte)                                   | um 1900                               | Ortsgeschichtliche Bedeutung. | 08992147 |
| Direkt Bild zu diesem Denkmal hochladen | Wohnhaus | Albert-Großer-Straße 2 (Karte)            | wohl 18. Jahrhundert                  | Obergeschoss Fachwerk, Konstruktion erhalten, Relikt der Volksbauweise, baugeschichtliche Bedeutung. Erdgeschoss massiv, Fenstergewände, alle Öffnungen originale Größe, Satteldach. | 08992141 |
| Weitere Bilder                          | Meilenstein | Alte Annaberger Straße 3 (hinter) (Karte) | 19. Jahrhundert (Meilenstein)         | Verkehrsgeschichtlich von Bedeutung. „Annaberg 1.00 M.“ | 08992094 |
| Direkt Bild zu diesem Denkmal hochladen | Wohnhaus | Alte Sportplatzstraße 24 (Karte)          | 1920er Jahre                          | Holzhaus vermutlich der Hellerauer Werkstätten (Dresden), hochgradig ursprünglich erhalten, besondere baugeschichtliche Relevanz und Seltenheitswert. Holzskelettbauweise mit schwartenartiger Horizontalverkleidung (diese z. B. auch an Entwürfen Poelzigs erkennbar), originales Wand-Öffnungs-Verhältnis, tief heruntergezogenes Satteldach mit Fledermausgaupe, Sprossung im originalen Sinne. | 08992133 |
| Direkt Bild zu diesem Denkmal hochladen | Wohnhaus | Alte Sportplatzstraße 26 (Karte)          | 1930er Jahre                          | Zeitypische Putzfassade, im Heimatstil der 1930er Jahre, baugeschichtliche und ortsentwicklungsgeschichtliche Bedeutung. Zweigeschossiger massiver Putzbau mit intaktem Wand-Öffnungs-Verhältnis, Sprossung im originalen Sinne, Fensterläden, Satteldach mit originalem Ausbau, Schieferdeckung. | 08992132 |
| Direkt Bild zu diesem Denkmal hochladen | Wohnhaus | Am Berg 7 (Karte)                         | wohl 18. Jahrhundert                  | Mit tiefem Baukörper, Fachwerk im Obergeschoss, Konstruktion erhalten, baugeschichtliche Bedeutung. Erdgeschoss massiv, historistisches Türblatt, Wand-Öffnungs-Verhältnis im Obergeschoss intakt, Satteldach, Schieferdeckung, sechs Dachliegefenster. | 08992104 |
| Direkt Bild zu diesem Denkmal hochladen | Wohnhaus eines Bauernhofes                                                                                            | Am Berg 9 (Karte)                         | um 1840                               | Obergeschoss Fachwerk, baugeschichtliche Bedeutung. Erdgeschoss massiv, Wand-Öffnungs-Verhältnis im Obergeschoss erhalten, Krüppelwalmdach, Schieferdeckung. | 08992105 |
| Direkt Bild zu diesem Denkmal hochladen | Wohnhaus eines Bauernhofes                                                                                            | Am Berg 17 (Karte)                        | um 1700, womöglich älter              | Obergeschoss Fachwerk, Konstruktion erhalten, sehr alt, baugeschichtliche Bedeutung. Erdgeschoss massiv, geglättet, Obergeschoss-Fenster originale Größe, steiles Satteldach. | 08992106 |
| Direkt Bild zu diesem Denkmal hochladen | Wohnhaus | Am Markt 1 (Karte)                        | um 1920                               | Putzfassade mit Mansarddach, im traditionalistischen Stil der 1920er Jahre, baugeschichtliche Bedeutung. Zweigeschossiger Putzbau auf rustikalem Sockel, Runderker rustikal an der Seite, Mansarddach ausgebaut, Front mit gegiebeltem Dachhaus. | 08992124 |
| Direkt Bild zu diesem Denkmal hochladen | Mietshaus | Annaberger Straße 2 (Karte)               | um 1900                               | Späthistoristische Klinkerfassade, bildprägende Wirkung durch Eckturm unterstützt, baugeschichtliche und städtebauliche Bedeutung. Erdgeschoss verändert (Putz), darüber zwei Geschosse roter Klinker, Fensterrahmungen geputzt, segmentbogige Fensterbekrönungen, schräg gestellter viergeschossiger Eckrisalit, Mansarddach, Eckquaderung geputzt. | 08992118 |
| Weitere Bilder                          | Katholische Kirche | Annaberger Straße 12 (Karte)              | 1920–1921 (Kirche)                    | Putzbau mit Dachreiter, im Heimatstil, baugeschichtlich und ortsgeschichtlich von Bedeutung. | 08992134 |
| Direkt Bild zu diesem Denkmal hochladen | Wohnhaus | Annaberger Straße 32 (Karte)              | wohl vor 1800                         | Obergeschoss Fachwerk, tiefer Baukörper, baugeschichtliche Bedeutung. Erdgeschoss massiv, Wand-Öffnungs-Verhältnis Obergeschoss intakt, Satteldach, Schieferdeckung. | 08992109 |
| Weitere Bilder                          | Kirche (mit Ausstattung) und Glocke auf dem dahinterliegenden Friedhof sowie Grabmal Geßner und Grabmal Ullrich       | Annaberger Straße 39 (Karte)              | 1655                                  | Große barocke Saalkirche mit Dachreiter, baugeschichtlich und ortsgeschichtlich von Bedeutung. Erweitert 18. Jahrhundert, verputzter Bruchsteinbau mit 3/8-Schluss. | 08992108 |
| Weitere Bilder                          | Empfangsgebäude (Nr. 24) und Güterschuppen (Nr. 22) eines Bahnhofs                                                    | Bahnhofstraße 22; 24 (Karte)              | 1915 (Empfangsgebäude)                | Kleiner markanter Putzbau, Reformstil-Architektur, verkehrsgeschichtlich und technikgeschichtlich von Bedeutung. - Empfangsgebäude: massiver Putzbau, Krüppelwalmdach, - Güterschuppen: verbrettert, zum Teil verändert. | 08992103 |
| Direkt Bild zu diesem Denkmal hochladen | Wohnhaus | Bergstraße 13 (Karte)                     | vor 1800                              | Obergeschoss Fachwerk, Giebelseite verbrettert, hoher Originalitätsgrad, baugeschichtliche Bedeutung. Erdgeschoss massiv, Obergeschoss-Fenster originale Größe, Satteldach, Aufschieblinge, Schieferdeckung, kaum Dachausbauten. | 08992112 |
| Weitere Bilder                          | Berggasthaus mit Aussichtsturm                                                                                        | Bergstraße 18 (Karte)                     | 1913, später erweitert                | Bruchsteinturm, Gaststätte mit verbrettertem Obergeschoss, im Heimatstil, baugeschichtliche und ortsgeschichtliche Bedeutung. Turm Bruchstein, obere Hälfte verbrettert, Pyramidendach, Gaststätte mit massivem Erdgeschoss, darüber verbrettertes Geschoss, weitgehend ursprüngliches Wand-Öffnungs-Verhältnis, Satteldach, Schieferdeckung. | 08992095 |
|                                         | Triangulationssäule                                                                                                   | Bergstraße 18 (bei) (Karte)               | bezeichnet 1864 (Triangulationsstein) | Station 2. Ordnung, bedeutendes Zeugnis der Geodäsie des 19. Jahrhunderts, vermessungsgeschichtlich von Bedeutung. Vermessungsstein aus Greifensteiner Granit mit quadratischem Querschnitt, ohne Abdeckplatte, Inschrift: „Station/Baerenstein/der/Kön:Sächs:/Triangulirung/1864“, versetzt. | 08992114 |
|                                         | Gedenkstein | Bergstraße 18 (bei) (Karte)               | bezeichnet 1742                       | Sogenanntes Hirtengrab, ortsgeschichtlich von Bedeutung. | 08992115 |
| Direkt Bild zu diesem Denkmal hochladen | Wohnhaus, eventuell ehemaliges Huthaus                                                                                | Bergstraße 29 (Karte)                     | 18. Jahrhundert                       | Eingeschossiger Putzbau mit verschiefertem Giebel, typisches Erzgebirgshaus von hohem Originalitätsgrad, baugeschichtliche Bedeutung. Eingeschossig, massiv, steiles Satteldach mit Schieferdeckung. | 08992113 |
| Direkt Bild zu diesem Denkmal hochladen | Wohnhaus | Försterberg 2 (Karte)                     | wohl 18. Jahrhundert                  | Obergeschoss Fachwerk verkleidet, Konstruktion erhalten, Relikt der ländlichen Bauweise, baugeschichtliche Relevanz. Erdgeschoss massiv, Obergeschoss-Fenster originale Größe, steiles Satteldach. | 08992142 |
| Direkt Bild zu diesem Denkmal hochladen | Wohnhaus | Gartenstraße 26 (Karte)                   | um 1950                               | Zeittypisches Holzhaus, letztes authentisches Exemplar einer Siedlung, baugeschichtliche und ortsgeschichtliche Bedeutung. Einstöckig mit flachem Satteldach, darauf Prefa, Querverbretterung, sechsfeldrige zweiflügelige Doppelfenster (Kasten), alle anderen Häuser der Siedlung (etwa 50) sind mehr oder weniger verändert, besonders im Fensterbereich. | 08992131 |
| Direkt Bild zu diesem Denkmal hochladen | Wohnhaus | Krötenheerdtstraße 1 (Karte)              | Ende 19. Jahrhundert                  | Putzfassade, weitgehender Originalitätsgrad, baugeschichtliche Bedeutung. Zweigeschossiger massiver Bau mit originaler Putzgliederung (Spiegel), flacher Mittelrisalit dreigeschossig, dreiecksgegiebelt, Satteldach mit Überständen. | 08992122 |
| Direkt Bild zu diesem Denkmal hochladen | Wohnhaus | Krötenheerdtstraße 4 (Karte)              | Ende 19. Jahrhundert                  | Historisierende Putzfassade, hoher Originalitätsgrad, baugeschichtliche Bedeutung. Zweigeschossiger massiver Putzbau mit dreigeschossigen spitz gegiebelten Mittelrisaliten, Erdgeschoss mit originaler Putznutung, Fensterbekrönungen, Satteldach. | 08992123 |
| Direkt Bild zu diesem Denkmal hochladen | Schule | Max-Harnisch-Straße 6 (Karte)             | 1936–1937                             | Im Heimatstil mit expressionistischen Elementen, ortsgeschichtliche und baugeschichtliche Bedeutung. Dreigeschossiger Putzbau mit Haupteingang aus drei Spitzbögen, alle Eingänge mit Wildmauerwerk eingefasst, Walmdach. | 08992130 |
| Weitere Bilder                          | Wohnhaus | Niederschlag 10a (Karte)                  | um 1900                               | Klinkerfassade mit Balkon und Holzveranda, villenartiges Wohnhaus des Späthistorismus, reich ornamentiert, baugeschichtliche Bedeutung. Dreigeschossiges massives Gebäude, Sockelgeschoss Wildmauerwerk, darüber zwei Geschosse roter Klinker, Gliederung durch Sandsteinelemente, Eckturm mit Pyramidendach, Traufe Holz mit Gestaltung (Knaggen), heterogene Dachlandschaft, teilweise originale Kreuzstockfenster. | 08992144 |
| Direkt Bild zu diesem Denkmal hochladen | Wohnhaus eines Bauernhofes                                                                                            | Niederschlag 14                           | 18. Jahrhundert                       | Obergeschoss Fachwerk, Relikt der Holzbauweise, intakte Konstruktion, baugeschichtliche Bedeutung. Erdgeschoss massiv, stark verändert, aber unversehrter Fachwerk-Korb, steiles Satteldach, Anbau ebenfalls Fachwerk, Verbretterung. | 08992145 |
| Direkt Bild zu diesem Denkmal hochladen | Wohnhaus | Oberwiesenthaler Straße 1 (Karte)         | um 1900                               | Historisierender Putzbau mit erhaltenen Schmuck- und Gliederungselementen, vorwiegend baugeschichtliche Bedeutung. Zweigeschossiger Putzbau mit dreigeschossigem gegiebelten Mittelrisalit, im Giebelfeld Lünette, intaktes Wand-Öffnungs-Verhältnis, leicht rustizierte Ecklisenen, Satteldach, Schieferdeckung, Klinker im Mittelrisalit überstrichen. | 08992128 |
| Direkt Bild zu diesem Denkmal hochladen | Wohnhaus | Oberwiesenthaler Straße 8 (Karte)         | bezeichnet 1889                       | Putzfassade mit späthistoristischen Elementen, weitgehender Originalitätsgrad, baugeschichtlich bedeutend. Bezeichnet 1889 (am Mittelrisalit), zweigeschossiger Putzbau mit dreigeschossigem gegiebelten Mittelrisalit, darin oben florale Stuckelemente, Erdgeschoss noch mit Putznutung, Satteldach. | 08992129 |
| Direkt Bild zu diesem Denkmal hochladen | Wohnhaus | Oberwiesenthaler Straße 10 (Karte)        | bezeichnet 1889                       | Mit Laden, Putzbau in späthistoristischen Formen, vorwiegend baugeschichtliche Bedeutung. Zweigeschossiger massiver Putzbau mit zahlreichen erhaltenen Gliederungselementen (Putznutung im Erdgeschoss, originale Fensterrahmungen, dreiecksgegiebelter Mittelrisalit, darin im Obergeschoss Fensterbekrönungen mit Dreiecksgiebeln, darin Putten), Satteldach, Schieferdeckung, noch zwei originale Kreuzstockfenster. | 08992127 |
| Weitere Bilder                          | Rathaus | Oberwiesenthaler Straße 14 (Karte)        | 1898–1899, bezeichnet 1898            | Gemeindeamt, historisierende Putz-Klinker-Fassade mit Dachreiter, mit Einflüssen der Neorenaissance, baugeschichtliche und ortsgeschichtliche Bedeutung. Zweigeschossiger massiver Bau mit Putzgliederung (Nutung) im Erdgeschoss, dort Segmentbogenfenster, Eingang mit kleinem Portikus, historistisches Türblatt, Wappen im Giebelfeld, zwei Putzgesimse, in der Mittelachse weiteres Stuckornament farbig gefasst, gegiebelter Mittelrisalit, Lisenengliederung, im Giebelfeld Uhr, Krüppelwalmdach, Schieferdeckung, Dachreiter mit Wetterfahne.                                             | 08992126 |
| Direkt Bild zu diesem Denkmal hochladen | Kursächsische Halbmeilensäule                                                                                         | Oberwiesenthaler Straße (Karte)           | 1723, bezeichnet 1723                 | Kopie einer Halbmeilensäule, verkehrsgeschichtlich von Bedeutung. | 09307193 |
| Direkt Bild zu diesem Denkmal hochladen | Wohn- und Geschäftshaus                                                                                               | Oberwiesenthaler Straße 16 (Karte)        | um 1910                               | Putzbau mit städtischen Einflüssen, Reformstil-Architektur, hoher Originalitätsgrad, baugeschichtliche und ortsgeschichtliche Bedeutung. Putzbau mit Lisenen-Kolossalgliederung, über den Schaufenstern Zwischengeschoss mit segmentbogigen Öffnungen, darüber noch zwei niedrige Wohngeschosse, letzteres in Mansarddach integriert, Schweifgiebel mit Girlande und „B. P.“, markantes Ecktürmchen zum Rathaus hin, mit einem Flügel weit in die Seitenstraße hinein reichend, zu DDR-Zeiten „Kaufhaus Freundschaft“.                                                                            | 08992125 |
| Direkt Bild zu diesem Denkmal hochladen | Wohnhaus, mit Einfriedung und Gartenpavillon                                                                          | Oberwiesenthaler Straße 22 (Karte)        | bezeichnet 1901                       | Historisierende Klinkerfassade, mit Einflüssen des Schweizerstils, weitgehend authentisch, mit zeitgenössischem Gartenhäuschen, baugeschichtlich von Bedeutung. Zweigeschossiger Klinkerbau mit Putzelementen, Mittelrisalit krüppelgewalmt, Krüppelwalmdach überstehend, intaktes Wand-Öffnungs-Verhältnis, originale Haustürblätter, originale schmiedeeiserne Einfriedung (verrostet), hölzernes Gartenhäuschen mit geschweiftem Pyramidendach. | 08992135 |
| Direkt Bild zu diesem Denkmal hochladen | Fabrikantenwohnhaus mit angebautem Fabrikgebäude sowie später angebauter Werkhalle einer Textilfabrik und Einfriedung | Oberwiesenthaler Straße 34 (Karte)        | bezeichnet 1887                       | Wohnhaus historisierender Putzbau, markante Industriearchitektur, baugeschichtliche und ortsgeschichtliche Bedeutung. - Fabrikanten-Wohnhaus: zweigeschossiger massiver Putzbau mit Attikageschoss, flacher Mittelrisalit mit Welschem Giebel bekrönt, originales Wand-Öffnungs-Verhältnis, Putzfaschen, Ecklisenen und Gurtband über Obergeschoss stuckverziert (floral, Trauben, Köpfe), Walmdach, Fenstersprossungen nicht mehr original vorhanden, - Einfriedung mit Jugendstileinflüssen, - Fabrikanbau mit markanten Jugendstilfenstern, Kolossalordnung, Krüppelwalmdach, Schieferdeckung. | 08992136 |
| Direkt Bild zu diesem Denkmal hochladen | Ehemaliges Huthaus der Fundgrube St. Johannes                                                                         | Oberwiesenthaler Straße 38 (Karte)        | bezeichnet 1799, Kern womöglich älter | Obergeschoss Fachwerk, mit Korbbogenportal, hochgradig ursprünglich erhalten, Besonderheit: Sterngewölbe, baugeschichtliche und ortsgeschichtliche Bedeutung, Gewölbe Seltenheitswert. Erdgeschoss massiv, Fenstergewände, Korbbogen-Türstock, Obergeschoss-Fenster originale Größe, neue Sprossenfenster, Satteldach mit Ausbau. | 08992140 |
| Direkt Bild zu diesem Denkmal hochladen | Wohnhaus | Oberwiesenthaler Straße 46 (Karte)        | um 1800, womöglich älter              | Obergeschoss Fachwerk, Konstruktion erhalten, baugeschichtlich von Bedeutung. Erdgeschoss massiv (Feldstein), Obergeschoss-Fenster originale Größe, Fachwerk zweiriegelig mit Eckstreben, Krüppelwalmdach mit Schieferdeckung, drei kleine stehende Gaupen, alter Blitzableiter. | 08992138 |
| Direkt Bild zu diesem Denkmal hochladen | Wohnhaus | Paßstraße 7 (Karte)                       | 1. Hälfte 19. Jahrhundert             | Alte Ortslage Kühberg, Obergeschoss Fachwerk verschiefert, Konstruktion erhalten, baugeschichtliche Bedeutung. Erdgeschoss massiv, verändert, aber Wand-Öffnungs-Verhältnis im Obergeschoss intakt, großteils neu verschiefert, Satteldach. | 08992099 |
| Direkt Bild zu diesem Denkmal hochladen | Transformatorenhaus                                                                                                   | Paßstraße 17 (bei) (Karte)                | um 1920                               | Alte Ortslage Kühberg, historisches Relikt der Elektrifizierung, technikgeschichtlich von Bedeutung. Neu verputzt, keine originale Tür mehr, oberer Teil verbrettert, Satteldach, Schieferdeckung. | 08992098 |
| Direkt Bild zu diesem Denkmal hochladen | Wohnhaus | Schulweg 2 (Karte)                        | bezeichnet 1890                       | Historisierender Putzbau, Einflüsse des Schweizerstils, appliziertes Ornament, baugeschichtliche Bedeutung. Zweigeschossiger Putzbau mit Eckquaderung, im Obergeschoss und Giebel Segmentbogenfenster, gegiebelter Mittelrisalit, dort bezeichnet 1890 und Löwenkopf, flaches Satteldach mit Überstand. | 08992119 |